# Дунав-Ипой (национален парк)
Дунав-Ипой (на унгарски: Duna-Ipoly Nemzeti Park) е национален парк в Северна Унгария, северно от Будапеща, на територията на Комаром-Естергом, Пеща и Ноград. Площта на парка е 603,14 km². Tой е вторият по големина национален парк в Унгария след Хортобад. Основан е през 1997 г.
Територията му обхваща по-голямата част от Пилишките планини, Вишеградските планини и Борженските планини, както и част от Дунавската долина и нейния приток, река Ипой. Паркът е разположен на двата бряга на Дунав, близо до словашката граница. Островите на Дунав между Будапеща и Естергом също са включени в националния парк.
Пейзажите на парка са разнообразни, включително речни долини, планински вериги и обширни низини. Произходът на планинските вериги е вулканичен, те са съставени от магматични скали.
Сто и седемдесет защитени растителни видове се намират в парка, включително 10 особено защитени. В парка има няколко специални учебни тренировъчни пътеки, както и пещери.